# 峰堆乡
峰堆乡，是中华人民共和国青海省海东市乐都区下辖的一个乡镇级行政单位。

## 行政区划
峰堆乡下辖以下地区：
营盘村、上一村、上二村、刘家寺村、下帐房村、联村、李庄村、红沟门村、熊家村、上阳洼村和下阳洼村。